# Contay
Contay település Franciaországban, Somme megyében. Lakosainak száma 310 fő (2022. január 1.). Contay Acheux-en-Amiénois, Bavelincourt, Baizieux, Hérissart, Toutencourt és Vadencourt községekkel határos.

## Népesség
A település népességének változása:
| Lakosok száma | 354  | 362  | 367  | 364  | 364  | 364  | 346  | 328  | 310  |
|               | 2013 | 2015 | 2016 | 2017 | 2018 | 2019 | 2020 | 2021 | 2022 |